# Gerhard Friedrich Basner
Gerhard Friedrich M. Basner (* 10. Januar 1928 in Rummelsburg i. Pom.; † 13. November 2002) war ein deutscher Schriftsteller von Wildwestromanen.

## Leben
Im Jahre 1928 in Pommern geboren, wurde seine Schulausbildung, die er in Danzig absolvierte, von einem Einsatz als Soldat von 1944 bis 1945 unterbrochen. Danach war er selbstständig in der Holzindustrie auf Rügen tätig, wurde jedoch 1949 enteignet und floh nach Detmold. Dort arbeitete er zunächst als Angestellter in einer Möbelfabrik. Ab 1958 war er in Detmold als freier Schriftsteller tätig. Er verstarb 2002.

## Werk
Basner, dessen Romane als Leihbücher, Taschenbücher und Romanhefte erschienen, gehörte seit den 1950er Jahren zu den produktivsten deutschen Westernautoren.
Er verwendete mehr als ein Dutzend verschiedener Pseudonyme, zu den Bekanntesten gehörten
Ded Derrick, G.F. Waco, Gerald Frederick, G.F. Barner, Johnny Ringo, Claus Peters, Clint Morgen.
Eine Reihe seiner Werke erschienen auch unter dem Verlagspseudonym Howard Duff, das er sich mit Hans Hugo Grossmann teilte.
Basner arbeitete u. a. an den Romanserien „Silber-Wildwest“, „Roland-Wildwest“, „Rodeo-Western“, „Westman“, „Kelter-Western“ und „Jericho-Western“ mit.